# 吉蒂與死人頭
《吉蒂與死人頭》（Kitty Hunter）是香港劇團好戲量的一套以年青人為主題的輕鬆愛情舞台劇。該劇曾於2000戲劇匯演中獲得多項提名，好戲量藝術總監楊秉基更憑此劇獲得優異編劇獎；另外，該劇亦曾與楊秉基之另一得獎劇目《Hello Kitty》結合，成為《吉蒂系列傳》，曾於2002年公演。

## 背景
劇中「吉蒂」作為女性的代號，原因是Hello Kitty（吉蒂貓）在香港女性的受歡迎程度非常高。而另一方面，「死人頭」卻是香港不少少女對那些「不喜歡」的男生的代號。
吉蒂貓的形像一向都沒有口，所以亦暗示了少女對於愛情的期待那種「想講唔講，唔講又講」(想開口說又說不出，聲明不會談論又最後和盤托出)的矛盾心情。

## 瑣事
此劇由創作開始已定名為《吉蒂與死人頭》；但卻被一小撮人誤傳原名為《Hello Kitty與她的死人頭》。此劇連同二零零七年四月在香港文化中心劇場的復活版，已曾於多個不同場九度公演，演出共一百六十八場。而自2000年起至今共公開演出超過一百場，包括在香港文化中心以及在不同的中學、大學和社區中心作巡迴演出。在2005年演出的第一百場之前，卻被Hello Kitty的版權持有人Sanrio公司要求法庭禁止劇團的演出。Sanrio公司應該這套劇的名稱會使人聯想起其公司的產品Hello Kitty，以及多年前香港發生的一單Hello Kitty藏屍案，使人有不好的聯想。然而，劇團卻質疑為何劇團在過去100場公映時並沒有任何阻擾。其實此劇於當時引起Sanrio公司關注的原因，是該次演出的海報設計被指抄襲同期的Hello Kitty Hide and Seek展覽的海報，因而惹起爭議。然而該海報為二度再創作，事件最後亦不了了之。劇團堅持這套劇繼續在香港公演。

## 外部連結
- 《吉蒂與死人頭》官方網頁 （页面存档备份，存于）